# Aegocera albifascia
Aegocera albifascia là một loài bướm đêm trong họ Noctuidae.